# Hatten
Hatten là một đô thị thuộc in Oldenburg, bang Niedersachsen, Đức. Đô thị này có diện tích 103,44 km². Đô thị này có cự ly 16 km về phía đông nam của Oldenburg, rìa tây bắc vườn tự nhiện Wildeshausen Geest.

## Các khu vực dân cư
- Bümmerstede-Ost
- Dingstede
- Hatterwüsting 1 und 2
- Kirchhatten 1, 2 und 3
- Munderloh
- Sandhatten
- Sandkrug 1, 2 und 3
- Sandtange
- Schmede
- Streekermoor 1 und 2
- Tweelbäke-Ost

## Đô thị giáp ranh
- Tây bắc: Oldenburg
- Đông bắc: Hude
- Đông: Ganderkesee
- Nam: Dötlingen
- Bắc tây bắc: Großenkneten
- Tây: Wardenburg